# Рамштедт (Северная Фризия)
Рамштедт (нем. Ramstedt) — община в Германии, в земле Шлезвиг-Гольштейн.
Входит в состав района Северная Фризия. Подчиняется управлению Нордзе-Трене. Население составляет 448 человек (на 31 декабря 2010 года). Занимает площадь 5,42 км².
Официальным языком в населённом пункте, помимо немецкого, является севернофризский.